# تل طوقان
تل طوقان قرية في منطقة إدلب في محافظة إدلب في سورية.